# Fédération des Îles Vierges des États-Unis de basket-ball
La Fédération des Îles Vierges des États-Unis de basket-ball est une association, fondée en 1964, chargée d'organiser, de diriger et de développer le basket-ball aux Îles Vierges des États-Unis.
La Fédération représente le basket-ball auprès des pouvoirs publics ainsi qu'auprès des organismes sportifs nationaux et internationaux et, à ce titre, les Îles Vierges des États-Unis dans les compétitions internationales. Elle défend également les intérêts moraux et matériels du basket-ball des Îles Vierges des États-Unis. Elle est affiliée à la FIBA depuis 1964, ainsi qu'à la FIBA Amériques.
La Fédération organise également le championnat national.